# ニナ・バルディチェワ＝フョードロワ
ニナ・バルディチェワ＝フョードロワ（Nina Viktorovna Baldycheva-Fyodorova、ロシア語: Нина Викторовна Балдычева-Фёдорова、1947年7月18日 - 2019年1月27日）は、ソビエト連邦プスコフ州Travino出身の元クロスカントリースキー選手。1970年代から1980年代にかけて活躍した。

## プロフィール
フョードロワは1970年ノルディックスキー世界選手権で国際大会に初出場し、5kmで銅メダル、リレーで金メダルを獲得。自身初のオリンピックである1972年札幌オリンピックでは10kmで10位となった。
1974年ノルディックスキー世界選手権では5kmで5位に入賞、リレーでは金メダルを獲得した。1976年インスブルックオリンピックでは5km銅メダル、10km4位入賞、リレーでは金メダルを獲得した。
1980年、自身3度目のレークプラシッドオリンピックでも5km5位、10km6位と入賞し、リレーで銀メダルを獲得した。
ソビエト連邦選手権では1971年に5kmで優勝、リレーで8度優勝した。現役引退後はサンクトペテルブルクでクロスカントリースキーのコーチを務めた。
2019年1月27日、サンクトペテルブルクにて死去。71歳没。